# Renato Tagliani
Renato Tagliani (Milano, 15 maggio 1927 – Roma, 1º novembre 2000) è stato un conduttore televisivo, attore e imprenditore italiano attivo soprattutto negli anni cinquanta e sessanta.

## La carriera nella Rai
Partecipò alla Radiosquadra, un'iniziativa Rai che prevedeva una "squadra volante" su un pullman per le riprese in giro per l'Italia.

### Gli esordi
Nel 1957 condusse Telematch con Enzo Tortora e Silvio Noto. Tagliani in particolare seguiva il gioco "dell'Oggetto misterioso", in cui portava la precedente esperienza radiofonica: la troupe televisiva girava le diverse piazze d'Italia invitando il pubblico a indovinare che cosa fosse un oggetto misterioso.
Presentò poi "sue" trasmissioni come Flash Istantanee sonore e Giramondo. Tagliani volle conservare un tono di "professionista giornalistico", visibile soprattutto nelle interviste a personaggi famosi. Riuscì a portare alla sua trasmissione personaggi restii a lasciarsi intervistare quali Sophia Loren, Pier Paolo Pasolini, Pablo Picasso. 
Nel 1958 gli venne assegnato l'incarico di presentare Canzonissima, in cui era l'unico professionista del mondo della televisione, affiancato da un folto gruppo di attori del cinema e del teatro: Walter Chiari, Ugo Tognazzi, Gianni Agus ed Enza Soldi. Fu la prima edizione di un abbinamento tra lo spettacolo musicale e la lotteria di Capodanno con una formula, poi, replicata molte volte.

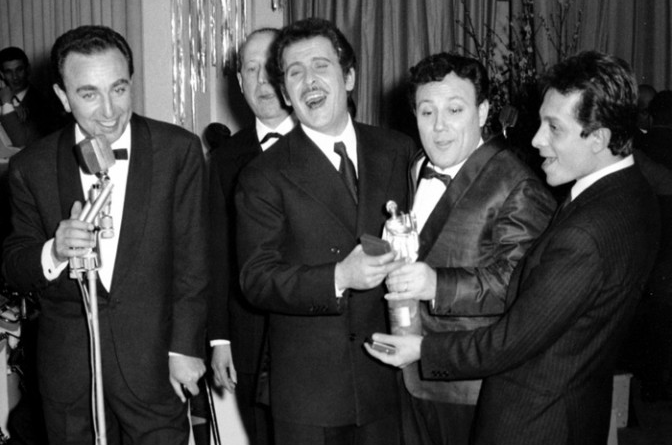
Renato Tagliani coi vincitori del Festival di Sanremo 1962, Domenico Modugno e Claudio Villa

Nel 1959 presentò Campanile  sera,  dove poi fu sostituito da Enza Sampò. Condusse poi il Burlamacco d'oro del 1960 con Nives Zegna ed il Festival di Sanremo 1962 insieme a Laura Efrikian e Vicky Ludovisi. Nello stesso anno presentò anche il Festival di Napoli, presentato nuovamente nel 1967, questa volta con Corrado e Daniele Piombi.
Nel 1964 per Biblioteca di Studio Uno ebbe un ruolo minore nella puntata riguardante il romanzo di Alexandre Dumas Il conte di Montecristo.

### L’Eurovision Song Contest
Tagliani è ricordato per il commento italiano per l’Eurovision Song Contest: per la Rai fece il commento di ben 12 edizioni, con l’esordio nel 1962.  
Nel 1965, nell’edizione svoltasi a Napoli, fece anche da portavoce della giuria nazionale italiana per il concorso. 
L’ultima edizione commentata da Tagliani è quella del 1973, svoltasi in Lussemburgo. 

### La rottura con la Rai e Canale Tre
Dopo una lunga parentesi in spettacoli radiofonici, si sono succeduti periodi avversi. In particolare, nel 1974 si ebbe una definitiva rottura con i vertici Rai, quando venne escluso dal programmato impegno all'Eurovision Song Contest 1974, a causa di un atto di censura subito in diretta per ragioni di opportunità politica e di relazioni internazionali. 
Lasciata la Rai, fondò una società di produzione televisiva, Canale Tre (ancora attiva, anche se oggi esclusivamente nel mercato di monitoraggio ed analisi di radio e tv). La società sviluppò un progetto legato alla nascita delle Regioni: diffondere la cultura locale all'interno del territorio regionale. La formula, all'epoca innovativa, pensava a un finanziamento regionale per realizzare filmati da trasmettere in ambito locale, ma, nonostante il successo dell'esperimento, esso non fu ripetuto; nel convegno di Aosta del 15-16 giugno 1974 la Rai riuscì a "bloccare" la tendenza regionale a costituire proprie reti via cavo, delineando una propria rete articolata a livello regionale, la futura Rai 3.
L'esperienza maturata rendeva però Renato Tagliani uno dei "tecnici" più apprezzati delle nascenti televisioni "libere": quando, per iniziativa della rivista Millecanali, si svolse presso il Museo Nazionale della Scienza e della tecnica di Milano la relazione introduttiva alla tematica delle TV via cavo, fu appunto Tagliani a svolgerla come direttore della società Canale Tre.

## Cinema
Conseguita una grande notorietà presso il pubblico, si dedicò anche alla cinematografia, ma la presenza di Renato Tagliani sul grande schermo non andò oltre la partecipazione a ruoli di caratterista in una quindicina di pellicole.
In particolare, nel film di Dino Risi Una vita difficile, del 1961, Tagliani rappresenta se stesso, come uomo estremamente conosciuto.

## Programmi radio Rai
- Un momento nella vita, incontri con il personaggio presentati da R. Tagliani regia di Gennaro Magliulo 1965

## Pubblicità televisiva
Renato Tagliani partecipò ad alcune serie di sketch della rubrica pubblicitaria televisiva Carosello su Rai1, pubblicizzando:
- nel 1959 l'Aspichinina della IFI;
- nel 1960 e 1961 la margarina Gradina e la maionese Calvé della Van Der Bergh;
- nel 1967 le confezioni maschili della Confezioni San Remo.

## Filmografia
- I ragazzi del juke-box (1959)
- La regina delle Amazzoni (1960)
- Una vita difficile (1961, sé stesso[10])
- I tre volti (1964[11])
- L'idea fissa (1964)